# Ocala
Ocala település az Amerikai Egyesült Államok Florida államában, Marion megyében, melynek megyeszékhelye is. Lakosainak száma 63 591 fő (2020. április 1.).

## Népesség
A település népességének változása:

| 2010 | 56 315 |
| 2020 | 63 591 |